# Naemorhedus baileyi
Naemorhedus baileyi (Горал червоний) — жуйний ссавець підродини козлових (Caprinae). 

## Поширення
Цей вид живе в північній частині М'янми, Китаї (південний схід Тибету і Юньнань) і північному сході Індії (Аруначал-Прадеш). Цей вид зустрічається на висотах, вищих ніж більшість горалів, 2000-4500 м. Мешкає в лісах, помережаних скелями, чагарниками і луками. Здійснює сезонні міграції, переміщаючись в зимовий час (зазвичай з листопада по березень), щоб знизити висоту до змішаних листяних і хвойних лісів або заростей нижче снігової лінії.  

## Спосіб життя і харчування
Горали ведуть денний спосіб життя, і найбільш активні рано вранці та пізно ввечері, але можуть бути активними протягом дня в похмурі дні. Дієта складається головним чином з лишайників, однак, цей горал також харчується травою і бур'янами, а також тонкими стеблами, листям та гілками чагарників, хоча ніяких довгострокових досліджень з харчування не було зроблено.

## Соціальна структура і розмноження
Цей вид, як правило, поодинокий, але іноді тварин бачать в невеликих групах по 2-3, як правило, самиця і її потомство, іноді супроводжується самцем або самицею з її потомством від двох попередніх років. Парування відбувається в грудні, а дитинчата народжуються в червні. Тривалість вагітності становить 170-218 днів, з одним народженим. Самці і самиці досягають статевої зрілості приблизно в три роки, з тривалістю до 15 років або близько того. 